# Ballavara, Belur
Ballavara là một làng thuộc tehsil Belur, huyện Hassan, bang Karnataka, Ấn Độ.